# 七克
《七克》，又作《七克大全》，是耶穌會傳教士龐迪我（Diego de Pantoja）所著，講述如何克服七宗罪的書籍。該書於明萬曆卅二年（1604年）寫成，共七卷，後來在崇禎二年（1629年）被收錄在李之藻的《天學初函》。
《四庫全書總目提要》認為此書言論出自儒墨之間，而「皆歸本敬事天主以求福」的宗旨有所謬誤。

## 七罪與七德
該書所列的「罪宗七端」與「克罪七端」（七德）如下：
| 七罪 | 七德 |
| ---- | ---- |
| 驕傲 | 謙虛 |
| 嫉妒 | 博愛 |
| 憤怒 | 平靜 |
| 懈惰 | 勤勉 |
| 吝嗇 | 慷慨 |
| 暴食 | 節制 |
| 色慾 | 貞潔 |